# Сергиев Посад
Се́ргиев Поса́д (в 1930—1991 годах — Заго́рск) — город в Московской области России. Административный центр Сергиево-Посадского городского округа Московской области.
В городе находится ставропигиальный мужской монастырь Русской православной церкви, объект Всемирного наследия ЮНЕСКО — Троице-Сергиева лавра. Входит в туристический маршрут «Золотое кольцо России».

## География
Сергиев Посад находится в центрально-европейской части России, на Смоленско-Московской возвышенности, в северо-восточной части Московской области, в 75 км от Москвы и в 200 км от Ярославля. Расстояние от МКАД — 52 км. Расстояние по железной дороге от станции Москва-Ярославская (Ярославский вокзал) до станции Сергиев Посад — 71 км.
В городе протекает река Кончура. Местность холмистая. Климат умеренно континентальный. Самый холодный месяц года — январь, самый тёплый — июль.
Основной транспортной артерией города является проспект Красной Армии. Через южную часть города проходит железнодорожная линия Москва — Ярославль. В месте пересечения железнодорожной линии и проспекта Красной Армии возведён путепровод, сдан в эксплуатацию в 2002 году.
Сергиев Посад — единственный город «Золотого кольца», расположенный в Московской области.

## Ближайшие города
| Ближайшие города    | Ближайшие города | Ближайшие города                    |
| ------------------- | ---------------- | ----------------------------------- |
| Северо-запад: Дубна | Север: Калязин   | Северо-восток: Переславль-Залесский |
| Запад: Дмитров      |                  | Восток: Александров, Струнино       |
| Юго-запад: Москва   | Юг: Хотьково     | Юго-восток: Киржач                  |

## Название
22 марта 1782 года Екатерина II подписала указ, согласно которому был учреждён из сёл и слобод около Троице-Сергиевой лавры Сергиевский посад. Название связано с именем Сергия Радонежского, основателя Троице-Сергиевой лавры, вокруг которой был образован посад. Учреждение Сергиевского посада произошло при проведении губернской реформы Российской империи.
В 1919 году Сергиевский посад был преобразован в город Сергиев, став при этом центром уезда.
6 марта 1930 года постановлением Президиума ЦИК СССР город переименован в Загорск в честь погибшего в 1919 году революционера Владимира Загорского. В 1976 году на проспекте Красной Армии был установлен памятник Загорскому работы скульптора А. Ефременко.
23 сентября 1991 года указом Президиума Верховного совета РСФСР городу возвращено историческое название — Сергиев Посад. У стен Лавры был установлен памятник Сергию Радонежскому, изготовленный из бронзы, работы скульптора Валентина Чухаркина. Освящён 18 марта 2000 года патриархом Алексием II.

## История

### До XVI века
«В 1337-х годах — описывает Епифаний Премудрый, составивший в начале 15 века жизнеописание Сергия Радонежского, — в глухом лесу на холме Маковец у слияния речки Кончуры с лесным ручьём Вондюгой братьями Варфоломеем (в монашестве Сергий) и Стефаном была срублена келья и небольшая церковь в честь Троицы». Вокруг кельи и церкви образовался небольшой монастырь в виде городка, обнесённого оградой, где несли службу монахи, последователи Сергия Радонежского.
В 1380 году князь Дмитрий Донской, по позднейшему преданию, прибыл в обитель Сергия Радонежского за благословением перед битвой на Куликовом поле с войсками Золотой Орды.
Территория будущего посада входит в Дмитровское княжество.
В 1408 году монастырь был дотла сожжён ногайским темником Едигеем, предпринявшим очередной опустошительный поход на Москву и её окрестности. В 1422 году сооружён белокаменный Троицкий собор.
К стенам монастыря примыкали Служние слободы, где жили доверенные чиновники, осуществлявшие управление монастырскими вотчинами. Недалеко от монастыря возникли села: Клементьево (на юге от монастыря), Копнино (на юго-западе), Панино (на западе), Благовещенское (на северо-западе), Кукуево (на севере). Эти села со временем образовали кольцо вокруг монастыря и позже были включены в единый посад.

### XVI—XVIII века
В 1540 году в монастыре начинается строительство оборонительных сооружений — кирпичных стен с башнями. Иван Грозный способствовал превращению обители в мощную крепость. Кроме того, с восточной стороны от стен вырыт ров, к югу выкопан огромный пруд, а в окружающих монастырь оврагах сделаны запруды. С 1559 по 1585 год строится массивный Успенский собор, прообразом которого является Успенский собор Московского Кремля.
Сформировались Нижняя и Верхняя Служние слободы (на месте современных улиц Митькина и Карла Маркса). В Нижней Служней слободе в 1557 году строились два каменных храма — Пятницкая и Введенская церкви. В Верхней Служней слободе находилась деревянная церковь в честь Рождества Христова.
Село Клементьево, находящееся на пути до монастыря, стало местом бурной торговли. Сюда перенесена традиционная ярмарка из близлежащего Радонежа. В селе располагаются две деревянные церкви с колокольней, обширная площадь с торговыми лавками, монастырская гостиница. Другие селения вокруг монастыря оставалась немноголюдными.
Посад и прилегающие земли входят в состав Дмитровского уезда, являющегося преемником Дмитровского княжества.
В 1608—1610 годах монастырь 16 месяцев находился в осаде польско-литовских войск.
Пётр I сохранял значение царской и важной государственной крепости и не раз посещал монастырь, а в 1689 году во время стрелецкого бунта в Москве юный Пётр укрылся за стенами монастыря.

### XVIII—XXI века
В 1845 году было проложено шоссе, соединившее Сергиев Посад с Москвой. В 1862 году Фёдором Чижовым и Иваном Мамонтовым была проложена Московско-Троицкая железная дорога до станции Сергиево.
С уездным центром город соединяла мощённая камнем дорога, которая шла через сёла Костино, Озерецкое. С вводом Ярославской железной дороги Дмитровская дорога свернула до Хотьково (Хотьковский тракт), где находилась ближайшая железнодорожная станция. А участок дороги от Озерецкого через деревню Шапилово до Сергиева Посада зачах.
13 октября 1919 года из земель Дмитровского уезда создаётся Сергиевский уезд. В новый уезд переданы волости: Булаковская, Путиловская, Сергиевская, Софринская и Хотьковская. В 1921 году туда же была передана большая часть Озерецкой волости.
В советский период в городе стали появляться крупные промышленные предприятия: в 1934 году Загорский оптико-механический завод и в 1938 году Загорский электромеханический завод.
В 1941 году город Загорск Загорского района был отнесён к категории городов областного подчинения. 23 сентября 1991 года он вместе с районом был переименован в историческое название Сергиев Посад. В 2001 году город был понижен в статусе и стал городом районного подчинения. В 2006—2019 годах являлся центром городского поселения Сергиев Посад Сергиево-Посадского муниципального района.
6 сентября 2019 года в состав Сергиева Посада была включена деревня Зубачёво.
9 августа 2023 года примерно в 11:00 утра на территории Загорского оптико-механического завода произошёл мощный взрыв, предварительно, на складе с пиротехникой. Позже стало известно, что эпицентром взрыва стал ангар с металлическими трубами, однако рядом оказался склад с пиротехникой компании «Пиро-Росс», что усилило масштаб катастрофы. По предварительным данным Сергиево-Посадской городской прокуратуры, глава компании ОАО «Пиро-Росс» Сергей Чанкаев не причастен к трагедии.

## Население
| 1856     | 1859     | 1897     | 1926     | 1931     | 1939     | 1959     | 1967     | 1970     | 1973     | 1975     |
| -------- | -------- | -------- | -------- | -------- | -------- | -------- | -------- | -------- | -------- | -------- |
| 12 100   | ↗15 700  | ↗25 000  | ↘21 000  | ↗23 700  | ↗44 556  | ↗73 578  | ↗85 000  | ↗92 428  | ↗97 000  | ↗103 000 |
| 1976     | 1979     | 1982     | 1985     | 1986     | 1987     | 1989     | 1990     | 1991     | 1992     | 1993     |
| →103 000 | ↗107 144 | ↗110 000 | ↗112 000 | →112 000 | ↗113 000 | ↗114 696 | ↗115 000 | ↗116 000 | →116 000 | ↘115 000 |
| 1994     | 1995     | 1996     | 1997     | 1998     | 1999     | 2000     | 2001     | 2002     | 2003     | 2004     |
| ↘114 000 | ↘113 000 | →113 000 | →113 000 | ↘112 000 | ↘111 800 | ↘111 100 | ↘109 900 | ↗113 581 | ↗113 600 | ↘112 300 |
| 2005     | 2006     | 2007     | 2008     | 2009     | 2010     | 2011     | 2012     | 2013     | 2014     | 2015     |
| ↗114 100 | ↘112 700 | ↘111 200 | ↘109 200 | ↘107 525 | ↗111 179 | ↘110 900 | ↘109 656 | ↘108 490 | ↘106 718 | ↘106 007 |
| 2016     | 2017     | 2018     | 2019     | 2020     | 2021     | 2023     | 2024     |          |          |          |
| ↘104 994 | ↘104 579 | ↘103 444 | ↘101 967 | ↘100 335 | ↗101 756 | ↘99 224  | ↘98 251  |          |          |          |

На 1 января 2025 года по численности населения город находился на 174-м месте из 1124 городов Российской Федерации.

## Герб
Дата принятия: 16 марта 1883; 29 апреля 1998; 15 ноября 2006. Номер в Геральдическом регистре РФ: 310

Ныне действующий герб города разработан на основе исторического герба Сергиева Посада Московской губернии, утверждённого в 1883 году. 
Описание

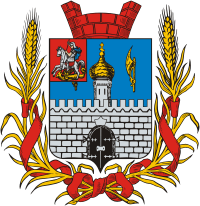
Исторический герб 1883 года

В лазоревом поле щита серебряная зубчатая, мурованная лазурью стена с чёрными воротами с серебряными скрепами на них, из-за которых возникает серебряная башня с золотым церковным куполом, который увенчан шестиконечным Голгофским крестом. По сторонам башни расположены два золотых бердыша в столб, лезвия которых обращены вправо.
Цветовая символика
— золотой цвет: символ богатства, стабильности, уважения, солнечного света и энергии;
— серебряный цвет: символ чистоты, совершенства, мира и взаимопонимания;
— синий цвет: символ чести, благородства, духовности, чистого неба и водных просторов;
— чёрный цвет: символ мудрости, скромности, вечности бытия.

## Русская православная церковь

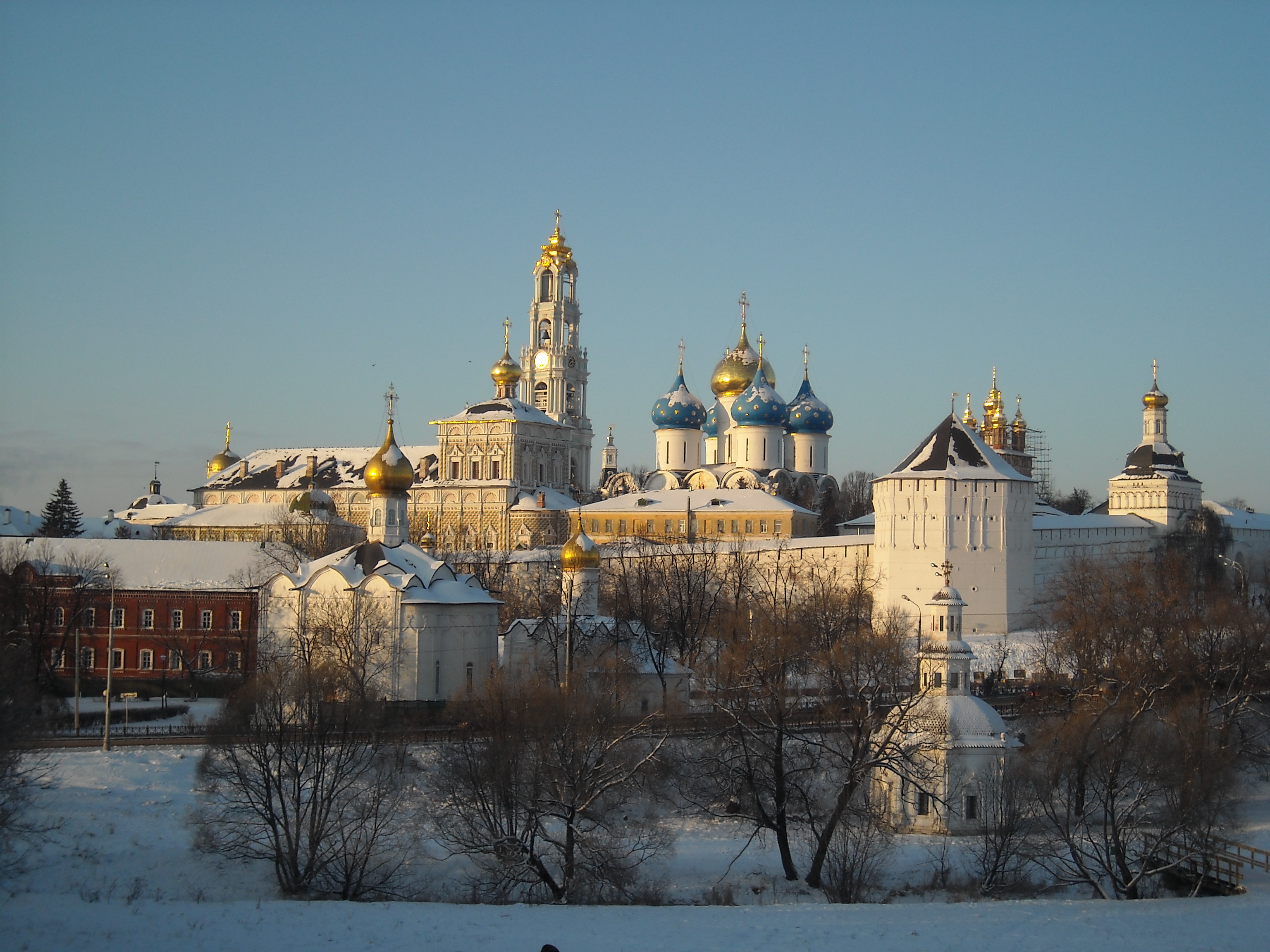
Троице-Сергиева лавра

Уникальной городской и российской достопримечательностью является архитектурный ансамбль Троице-Сергиевой лавры из более пятидесяти архитектурных сооружений. Здесь Андрей Рублёв написал икону «Троица». В этих стенах крестили наследников престола. Во время стрелецкого бунта 1682 года здесь укрывался юный Пётр I.
Троицкий монастырь свят не только для сердец набожных, но и для ревностных любителей отечественной славы; не только россияне, но и самые просвещённые иностранцы, знающие нашу историю, любопытствуют видеть места великих происшествий.
В стенах Троице-Сергиевой лавры находятся Московская духовная академия (МДА, с 1814) и семинария.
В 1993 году Лавра занесена в Список Всемирного культурного наследия ЮНЕСКО.
Спасо-Вифанский монастырь
Спасо-Вифанский монастырь был изначально задуман московским митрополитом Платоном (Левшиным) как пустынь для погребения братии Лавры. В монастыре был построен Преображенский собор с символической горой Фавор внутри. На верху этой горы сооружён придел в честь Преображения Господня, а внутри горы в виде пещеры был создан придел праведного Лазаря, напоминая о погребальной пещере, где находился Лазарь до своего воскрешения. В монастыре находилась также Вифанская духовная семинария.
В советское время монастырь был закрыт, многие его сооружения были снесены или перестроены. В настоящее время происходит восстановление монастыря.
Гефсиманский Черниговский cкит
Московская духовная академия
Крупнейший центр богословского образования в Русской Православной Церкви/

## Достопримечательности

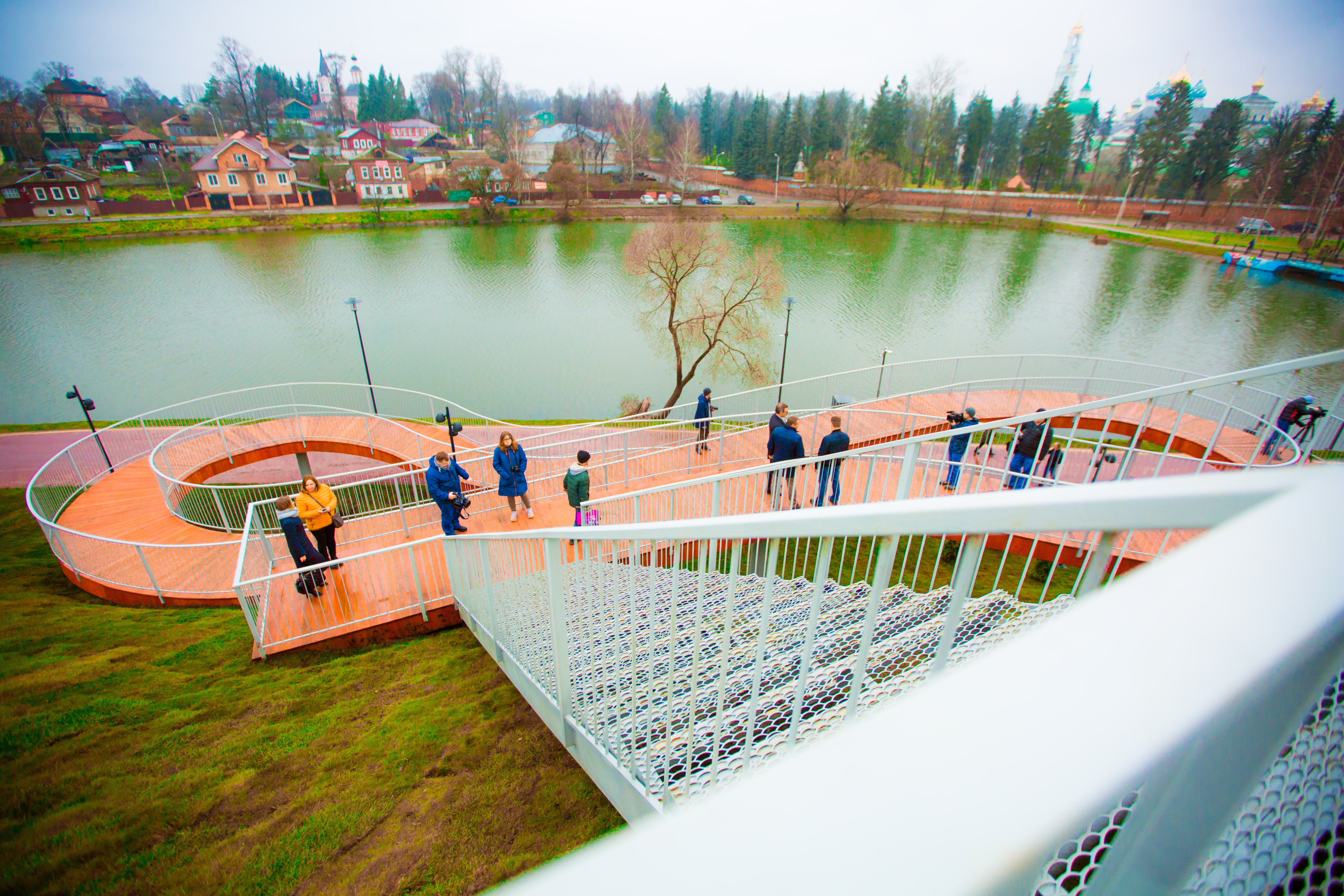
Набережная Келарского пруда

### Музеи
Музей игрушки
Полное наименование музея — Федеральное государственное учреждение «Художественно-педагогический музей» Российской академии образования. Музей основан в 1918 году художником, коллекционером, музейным деятелем Николаем Бартрамом. Музей владеет одним из самых крупных и уникальных собраний игрушек в России. Экспозиция состоит из коллекций: «Русская народная игрушка», «Игрушки стран Востока», «Русская и западноевропейская игрушка XIX века», «Русский и западноевропейский детский портрет XVII—XXI веков». Всего более 30 000 экспонатов. Постоянно работает выставочный зал.

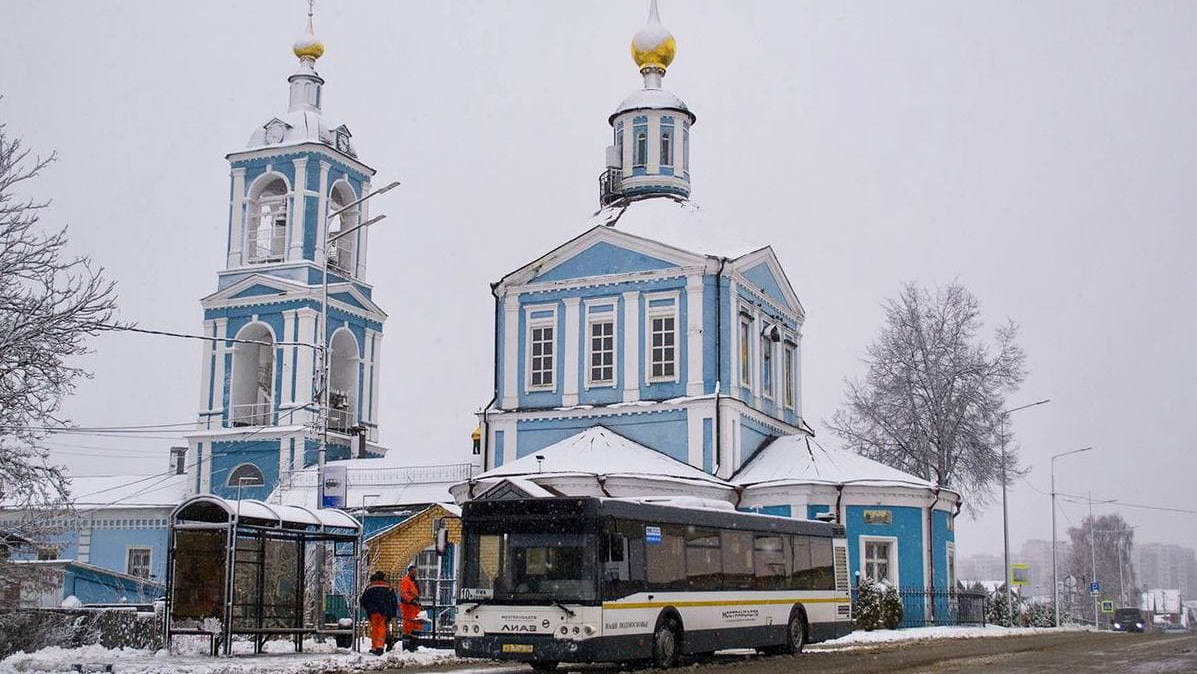
Петропавловская церковь

Сергиево-Посадский государственный историко-художественный музей-заповедник
Музей был создан в 1920 году на основе собрания историко-художественных ценностей Свято-Троицкой Сергиевой лавры.
В 1992 году музей отнесён к числу особо ценных объектов национального культурного наследия России, и большая часть музея, за исключением экспозиции «Ризница» Троице-Сергиева монастыря, была выведена за пределы монастыря и находится в нескольких старинных особняках в центре города.
В музее представлено уникальное и одно из крупнейших в России собрание древнерусского искусства XIV—XIX веков: иконопись, шитьё, ювелирное искусство, резьба и роспись по дереву, камню, кости.
Музей ведёт активную научно-исследовательскую, издательскую и выставочную работу. Ежегодно проводятся научные конференции, археологические экспедиции, актуальные выставки и другие мероприятия.
Церковно-археологический кабинет Московской духовной академии

### Загорская матрёшка
Достопримечательностью города является «Загорская матрёшка». По одной из версий, русская матрёшка родилась именно в Сергиевом Посаде. Первая русская матрёшка, выточенная по эскизам художника Сергея Малютина лучшим игрушечником из Сергиева Посада В. П. Звёздочкиным, появилась на свет в 1890—1900 годах. Прототипом послужила игрушка, привезённая с острова Хонсю женой С. И. Мамонтова — добрый лысый старик, бог удачи Фукурокудзю, в форме которого находилось ещё несколько фигурок, вложенных одна в другую. Матрёшка Малютина стала крестьянской девочкой с чёрным петухом в руках. Сегодня оба артефакта хранятся в экспозиции Музея игрушки в Сергиевом Посаде.
Сергиев Посад — старейший центр производства матрёшек и деревянных игрушек в России.
В 1904 году была создана фабрика матрёшек, которая в советское время, значительно расширив свой ассортимент, называлась «Загорская фабрика игрушек номер 1», а в 1990-е годы была переименована в «Художественные изделия и игрушки». Сегодня предприятие сохранило выработанную ранее традицию и технологию «Загорской матрёшки» — их по-прежнему специально подготовленные мастера делают и расписывают вручную, что сохраняет уникальность этого промысла. Предприятие выпускает традиционные с советских времён неваляшки (разработка НИИ игрушки), а также куклы, одетые в подлинные этнографические костюмы губерний и уездов России.
Богородская игрушка в селе Богородское Сергиево-Посадского района сохранила свои 300-летние традиции до сегодняшнего дня. На Богородской фабрике игрушек по-прежнему вручную «режут» весёлые сюжетные скульптурные игрушки из липы на тему русских сказок или на тему России XIX века. Но отличительной особенностью этого промысла является игрушка двигающаяся. Самая известная игрушка — «Кузнецы», изображает мужика и медведя, которые поочерёдно бьют по наковальне. Богородская игрушка — ещё один уникальный промысел России.

## Культура
- Сергиево-Посадский муниципальный оркестр — один из ведущих коллективов Московкой области. Создан в 1993 году.
- Культурно-просветительский центр «Дубрава» имени протоиерея Александра Меня. Расположен в микрорайоне Семхоз, ведёт экспозиционно-выставочную деятельность и проводит мероприятия культурно-просветительского характера. Назван в честь протоиерея Александра Меня. В центре проходит ежегодная конференция «Меневские чтения»[69].
- Дворец культуры им. Ю. А. Гагарина. Расположен на проспекте Красной Армии. Решение о строительстве было принято администрацией Загорского оптико-механического завода в 1948 году. Построен по проекту архитектора Николая Александровича Метлина. Открыт 5 ноября 1954 года[70][71].
- Театр-студия «Театральный ковчег». Создан в 2004 году, расположен на улице Карла Либкнехта, является репертуарным профессиональным театром и относится к категории камерных театров (малой вместимости). Ежегодно, начиная с 2014 года, на базе театра проходит Международный театральный фестиваль «У Троицы»[72][73].
- Городской детский дом культуры «Родник»[74]
- Центральная городская библиотека им. А. С. Горловского[75]
- Досугово-эстетический центр «Наследие»[76]
- Ежегодный фестиваль воздушных шаров специальных форм «Небо Святого Сергия»
- Клуб православной молодёжи «Источник»
- Клуб «Юный археолог» при историко-художественном музее-заповеднике

## Здравоохранение
- Сергиево-Посадская больница
- ГУЗ МОПБ № 5
- Противотуберкулёзный диспансер
- Медицинский центр ГЕМОТЕСТ
- Медицинский центр ИНВИТРО
- Ортодонтический центр «Улыбка»
- Центр Материнства и детства (с. Мишутино) 9 км от Сергиева Посада

## Наука и образование
- Московская духовная академия Русской Православной Церкви
- Сергиево-Посадский гуманитарный институт
- Сергиево-Посадский колледж (СПК)
- Филиалы:
  - Всероссийского государственного института кинематографии имени С. А. Герасимова (ВГИК); (колледж, бывший Загорский кинотехникум)
  - Московского университета им. Витте(МУИВ)
  - Сергиев-Посадский филиал Высшей школы народных искусств (колледж игрушки)
  - Московского института экономики, менеджмента и права;
  - Московского педагогического государственного университета;
  - Московского финансово-юридического университета (МФЮА);
  - Сергиево-Посадский филиал ГБПОУ МО «Московский областной медицинский колледж № 4» (бывшее медицинское училище (техникум);
  - Московского государственного индустриального университета (закрыт);
  - Московского государственного университета приборостроения и информатики (набор студентов прекращён);
- С 1963 года в городе работает школа-интернат слепоглухонемых детей. Учебным процессом руководит Лаборатория обучения и воспитания слепоглухонемых детей Института дефектологии Академии педагогических наук.
- Сергиево-Посадская гимназия имени И. Б. Ольбинского[77]
- ГБОУ МО «Сергиево-Посадский Физико-Математический лицей»[78]
- МБОУ «Гимназия № 5 имени Героя Советского Союза А. И. Алексеева»

### Научно-исследовательские институты
- НИИ прикладной химии
- Федеральный научный центр «Всероссийский научно-исследовательский и технологический институт птицеводства» РАН (Отделение сельскохозяйственных наук). Возглавляется академиком В. И. Фисининым
- Научно-исследовательский институт резиновой промышленности
- Всероссийский научно-исследовательский институт изделий для детей

## Спорт

### Футбол
- «Темп» Загорск в первенстве СССР провёл два сезона — в 1968—1969 годах.
- «Луч» Загорск в первенстве СССР провёл один сезон — в 9 зоне РСФСР класса «Б» 1969 года занял последнее, 16 место.
- «Машиностроитель» Сергиев Посад в 1994—1996 годах играл в третьей лиге России.
- В 1989—1991 годах город был представлен клубом в первой лиге чемпионата СССР среди женщин — «Звезда».

### Хоккей
- «Зенит» — чемпионат РСФСР (1950/51 — 1957/58), «Труд» — класс «Б» (1958/59), «Механический завод» — чемпионат РСФСР (1959/60), «Труд» — чемпионат РСФСР (1960/61 — 1962/63), «Темп» — чемпионат РСФСР (1963/64 — 1964/65), «Труд» — класс «Б» (1965/66), «Темп» — класс «Б» (1966/67 — 1970/71, 1973/74 — 1981/82).

- Клуб настольного тенниса «На кортах»
- Клуб тайского бокса «Воин» voinsp.ru
- Спорткомплекс «Луч»
- Спорткомплекс «Салют»
- Районные турниры по флорболу среди юношеских и детских команд
- Велоклуб «Велопосад»
- Волейбольный клуб «Луч»

## СМИ
Печатные издания
- «Вперёд». Муниципальная общественно-политическая газета, выходит с 1918 года[79];
- «Сергиевские ведомости». Официальное издание администрации городского поселения Сергиев Посад[79];
- «Всё для Вас — Сергиев Посад». Многотиражная бесплатная и платная рекламно-информационная газета[80].

Радиовещание
- «Радио Посад». 90,6 МГц. В эфире с 2005 года. Частная радиостанция. Основной формат вещания — музыкальный, развлекательный [79].

Телевидение
- Телерадиокомпания «Радонежье» — ТВР24. 7 мая 1999 года состоялся первый эфир телеканала «Радонежье». В начале программы выходили 3 раза в неделю. Телеканал «Радонежье» стал 6-м каналом, который могли принимать жители Сергиево-Посадского района. С осени 1999 года «Радонежье» выходит в эфир ежедневно. Начинается сотрудничество с сетевыми партнерами — телеканалами ТНТ, Рамблер, Мир. В августе 2000 г., когда из-за пожара на Останкинской телебашне прекратилось вещание всех центральных каналов, телевидение «Радонежье» транслировало их на своей частоте. В мае 2016 года «Радонежье» переходит на круглосуточное вещание со 100 % собственным программированием. Эфирный бренд канала — ТВР24. Телевидение доступно зрителям в кабельных сетях. Потенциальными зрителями являются 140 тыс. человек. ТВР24 имеет официальный сайт и представлен во всех социальных сетях. Телекомпания является одной из ведущих телекомпаний Подмосковья, неоднократным победителем профессиональных конкурсов «ТЭФИ-Регион», «Золотой бубен», «Время действовать», «Профессия — репортер», «Братина»[79];
- ТК «Тонус». Вещает с 1989 года. Неоднократный лауреат премий и фестивалей[79].

Газета
- «Альтернативная газета» — журналистский проект Андрея Трофимова[81].

## Транспорт

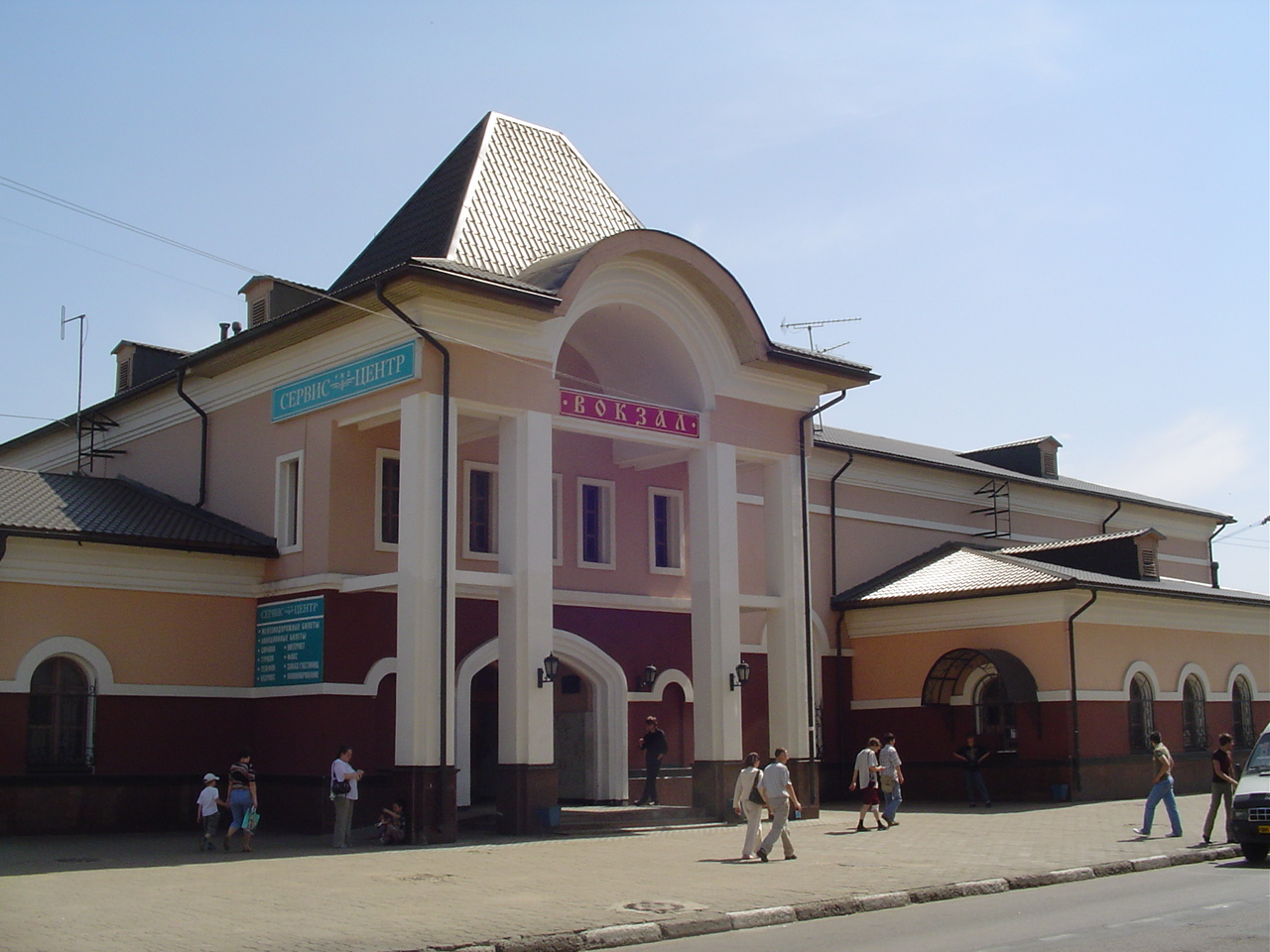
Железнодорожная станция «Сергиев Посад»

В городе расположена железнодорожная станция «Сергиев Посад» и платформа «Семхоз» Ярославского направления Московской железной дороги, а также платформы «Наугольная» и «40 км» Большого кольца МЖД.
Развито городское, пригородное, междугородное автотранспортное пассажирское сообщение. В городском сообщении заметно преобладание микроавтобусов. Основным перевозчиком в городе и районе является АО «Мострансавто». Важнейшие точки назначения междугородных и дальних пригородных автобусов — Дмитров, Богородское, Реммаш, Краснозаводск, Хотьково, Скоропусковский, Пересвет, Калязин, Кашин, Переславль-Залесский, Москва (прямые рейсы); Ростов, Ярославль, Кострома, Углич, Рыбинск (транзитные рейсы).
Автомобилизация (насыщенность автомобильным транспортом) города, согласно официальным данным на 2015 год (АВТОСТАТ), составляет 426 автомобилей на 1000 жителей (авт./1000 чел.). Динамика автомобилизации: 2010 г. — 327 авт./1000 чел.; 2011 г. — 352 авт./1000 чел.; 2012 г. — 368 авт./1000 чел.; 2013 г. — 385 авт./1000 чел.; 2014 г. — 411 авт./1000 чел.; 2015 г. — 426 авт./1000 чел.
Из Москвы, от станции метро «ВДНХ» ходит коммерческий маршрут № 388 до станции «Сергиев Посад». Маршрут обслуживается АО «Мострансавто», интервал движения — 15—20 минут. Можно добраться электричкой — от Ярославского вокзала до станции «Сергиев Посад».

## Промышленность и производство

### Заводы и предприятия
- Электромеханический завод «Звезда» (ранее — Загорский электромеханический завод)[83];
- Научно-исследовательский институт резиновой промышленности;
- Загорский оптико-механический завод (с 1936 года)[84][85], входит в холдинг Швабе[86]
- Научно-исследовательский институт прикладной химии;
- Загорский лакокрасочный завод;
- 12 Центральный научно-исследовательский институт Министерства обороны;
- Завод «Автоспецоборудование»;
- Машиностроительный (мотопомпы, обеззараживатели);
- Химический;
- Мебельный;
- Завод ДСП;
- Электротехнический (ТЭНы);
- ЗАО «Металлоторг» (металлобаза, филиал);
- Швейная фабрика для людей с ограниченными возможностями;
- Сергиево-Посадский мясокомбинат;
- Сергиево-Посадский хлебокомбинат;
- Кондитерское производство ОАО «Феникс»;
- Завод по производству игрушек;
- Фабрика художественной резьбы;
- Завод по производству мороженого «Айс Крим 2000»;
- Комбинат железобетонных изделий;
- Компания по изготовления пресс-форм «Портмолд»;
- Завод по производству питьевой воды;
- Предприятие по изготовлению кованых изделий;
- Загорский трубный завод;
- ООО «Меттойл», изготовление оборудования для нефтяных скважин.

## Город в произведениях искусства

### Кинематограф
- «Светлый путь»
- «Наш дом»
- «Русский дом»
- «Воскресение» (1960)
- «Братья Карамазовы» (1968)
- «Сергей Лазо»
- «Конец операции „Резидент“»
- «Лапта»
- «Семь невест ефрейтора Збруева»
- «Криминальный квартет» (1989)

## Города-побратимы
Перечислены побратимы как города, так и района.
- Бероун (Чехия, с 1977 года)
- Саров (Россия, с 2007 года)
- Новый Афон (Абхазия, с 2007 года)
- Гнезно (Польша, с 2007 года)
- Сремски Карловци (Сербия)
- Фульда (Германия, с 1991 года)
- Эчмиадзин (Армения, с 2010 года)[93]
- Бари (Италия, с 2010 года)[94]
- Рюэй-Мальмезон (Франция)
- Слоним (Беларусь)
- Кефалония (Греция)

В 2022 году Салдус и Гнезно объявили о прекращении, немецкий город Фульда приостановил побратимские связи с Сергиевым Посадом из-за вторжения России на Украину.